# La Pivellina
La Pivellina (The Little One) es una película austriaca de 2009 dirigida por Tizza Covi y Rainer Frimmel. La película se estrenó en el Festival de Cine de Cannes 2009 en la Quincena de los Realizadores, donde ha sido galardonado con el Label Europa Cinemas a la mejor película europea.

## Trama
Abandonada en un parque, una niña llamada Asia de dos años de edad es encontrada por Patty, una mujer de circo que vive con su marido Walter en un parque de caravanas en San Basilio en las afueras de Roma. Con la ayuda de Tairo, un adolescente que vive con su abuela en un recipiente adyacente, Patty le da a la muchacha un nuevo hogar para un período indeterminado de tiempo. Sin embargo, Walter le preocupa que puedan ser acusados de secuestrar a la niña, y tiene planes de señalar la presencia en Asia con la policía.
Patty recibe una carta de la madre en la que anuncia que va a recoger a la niña dos días después. Tienen una fiesta de despedida, pero la madre no aparece.

## Elenco
- Patrizia Gerardi es Patty.
- Walter Saabel es Walter.
- Asia Crippa es Asia.
- Tairo Caroli es Tairo.

## Lanzamiento
La Pivellina se ha exhibido en más de 130 festivales internacionales (incluyendo Berlinale, Toronto, Karlovy Vary, Nueva York, San Francisco, Palm Springs) y recibió más de 35 premios. La Pivellina se publica en más de 20 países en todo el mundo (incluyendo EE. UU., Argentina, Francia, Italia, Brasil, Alemania). La película fue seleccionada como la entrada de Austria a la Mejor Película Extranjera en los 83 Premios de la Academia, pero no hizo la lista final.